# Bataille d'Arica
Guerre du Pacifique
Batailles
Campagne navale
- Chipana
- Iquique
- Punta Gruesa
- Antofagasta (1re)
- Antofagasta (2e)
- Rímac
- Angamos
- Pilcomayo
- Arica (1re)
- Arica (2e)
- Callao

Campagne terrestre
- Topáter
- San Francisco
- Tarapacá
- Los Ángeles
- Alto de la Alianza (Tacna)
- Arica
- Chorrillos
- Miraflores
- Lima
- San Pablo
- Pachia
- La Concepción
- Huamachuco

La bataille d'Arica opposa le Pérou et le Chili entre le 27 mai et le 7 juin 1880 pendant la guerre du Pacifique.

## Campagne précédant la bataille
La bataille d'Arica se déroule après la phase « navale » de la guerre du Pacifique, où le Chili parvient à prendre l'avantage sur le Pérou. Le port d'Arica est déjà isolé du reste de l'armée péruvienne lorsque le siège de la ville débute. 

## Bilan
La bataille d'Arica fait partie des batailles qui donnent définitivement l'avantage militaire aux Chiliens pendant la guerre du Pacifique. Aujourd'hui, Arica appartient encore au Chili.